# جو روكليك
جو روكليك (بالإنجليزية: Joe Ruklick)‏ مواليد 3 أغسطس 1938 في برينستون، هو لاعب كرة سلة أمريكي سابق. بدأ مسيرته الاحترافية في سنة 1959. تم اختياره من قبل فريق غولدن ستايت ووريورز خلال الدرافت. حمل الرقم 17. يبلغ طوله 6 قدم 9 بوصة (2.1 م). اعتزل اللعب في 1962. أحرز خلال مسيرته في الإن بي إيه 398 نقطة بمعدل 3.5 نقاط في المباراة الواحدة.

## روابط خارجية
- جو روكليك على موقع إن بي أي (الإنجليزية)
- جو روكليك على موقع سبورتس رفرنس (الإنجليزية)
- جو روكليك على موقع كلية كرة السلة في سبورتس رفرنس.كوم (الإنجليزية)
- جو روكليك على موقع ريلجم (الإنجليزية)
- جو روكليك على موقع بروبوليرز (الإنجليزية)